# Brian Whittle
Brian Whittle (Reino Unido, 26 de abril de 1964) es un atleta británico retirado especializado en la prueba de 4x400 m, en la que ha conseguido ser campeón europeo en 1994.

## Carrera deportiva
En el Campeonato Europeo de Atletismo de 1994 ganó la medalla de oro en los relevos 4x400 metros, con un tiempo de 2:59.13 segundos, llegando a meta por delante de Francia y Rusia (bronce).